# Clanis undulosa
Clanis undulosa är en fjärilsart som beskrevs av Moore 1879. Clanis undulosa ingår i släktet Clanis och familjen svärmare. Inga underarter finns listade i Catalogue of Life.

## Bildgalleri

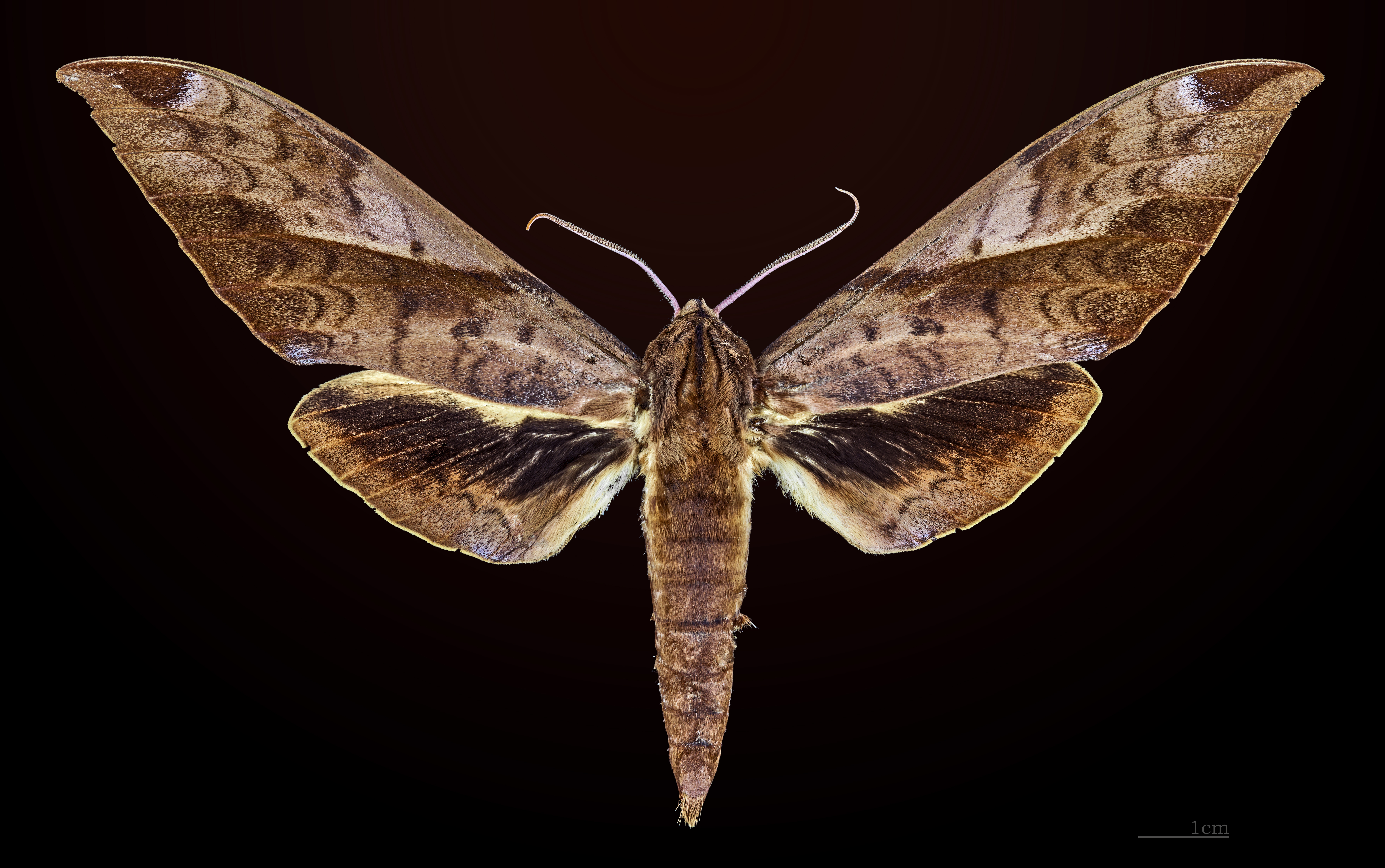
Clanis undulosa ♂
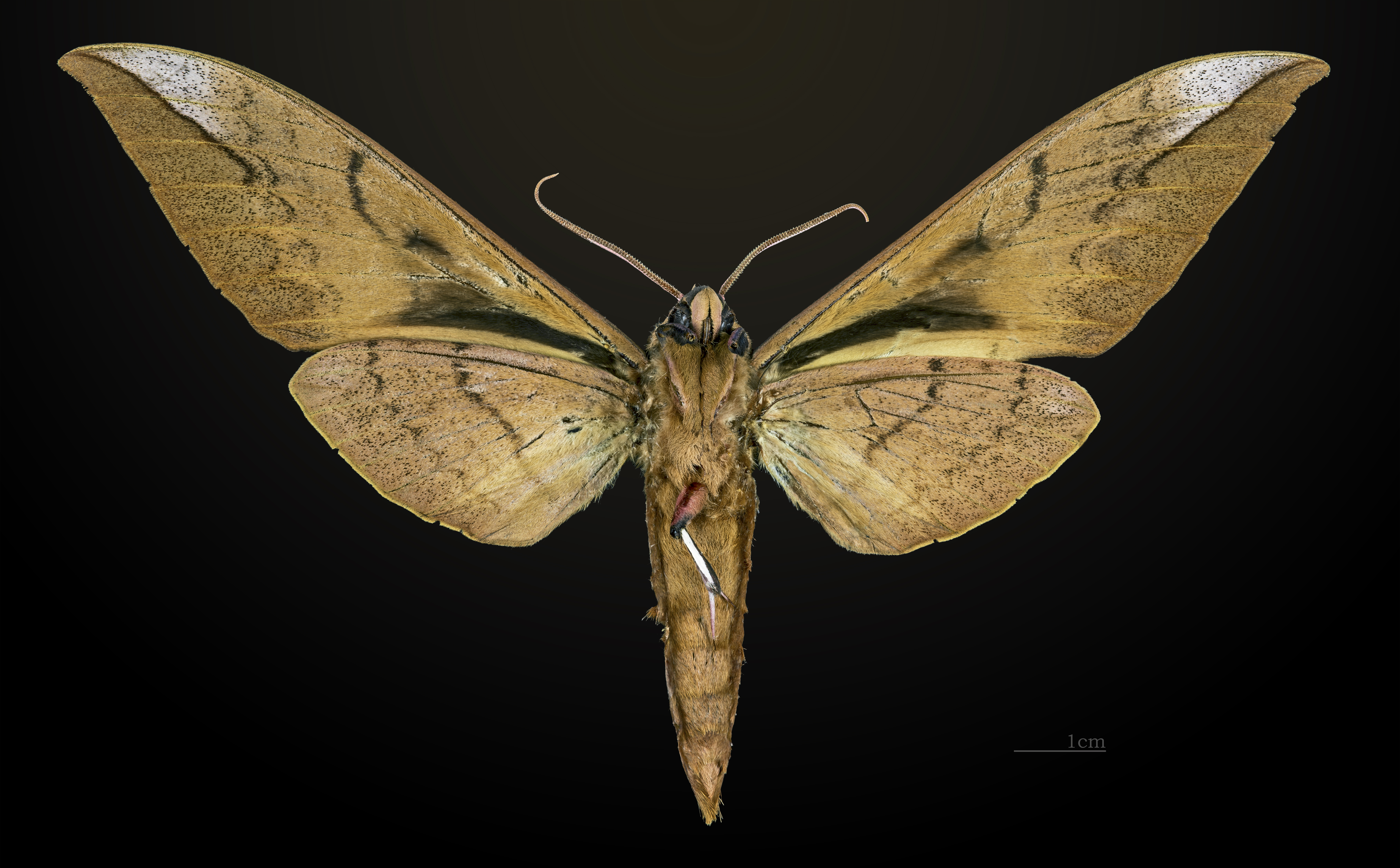
Clanis undulosa ♂  △
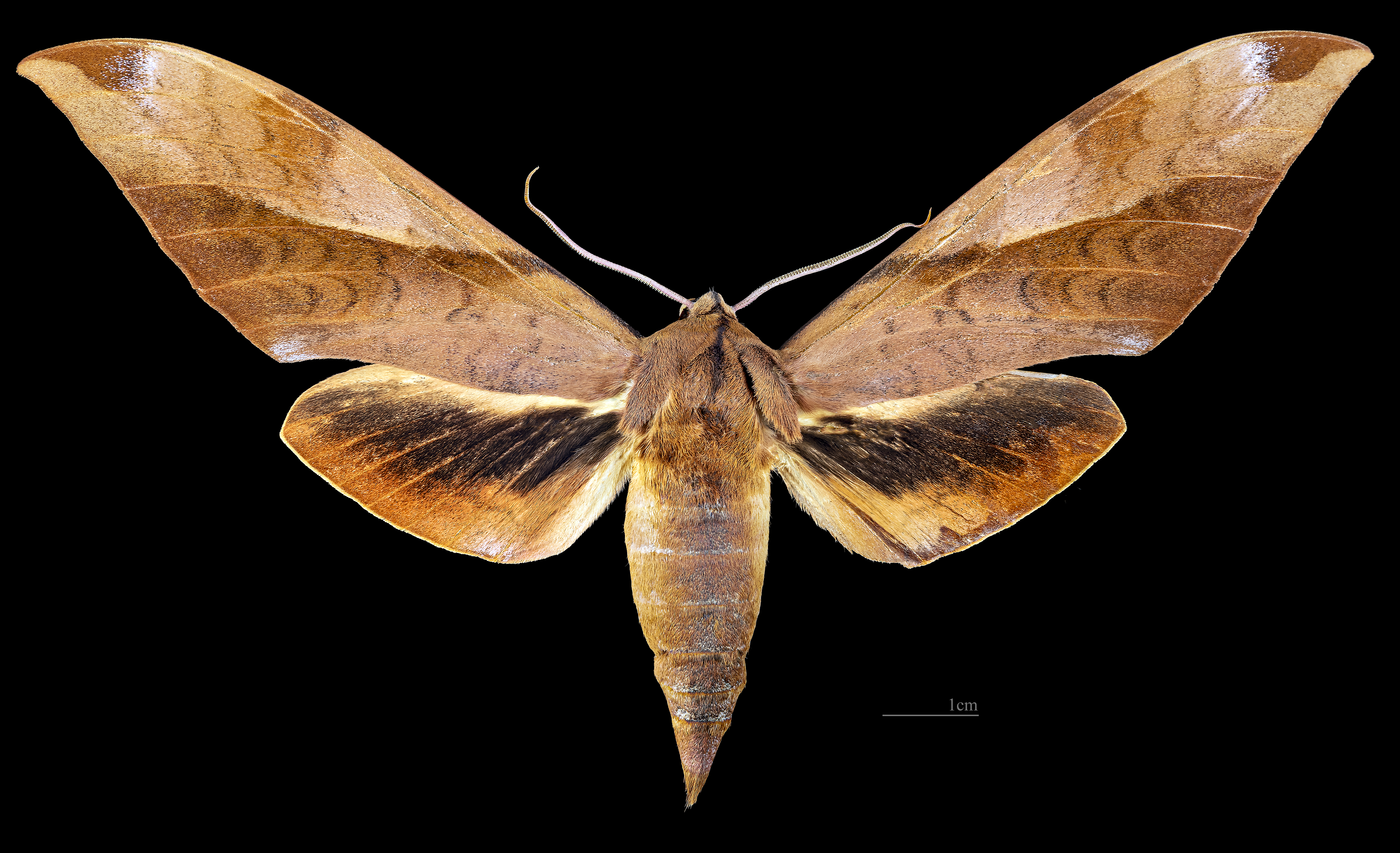
Clanis undulosa   ♀
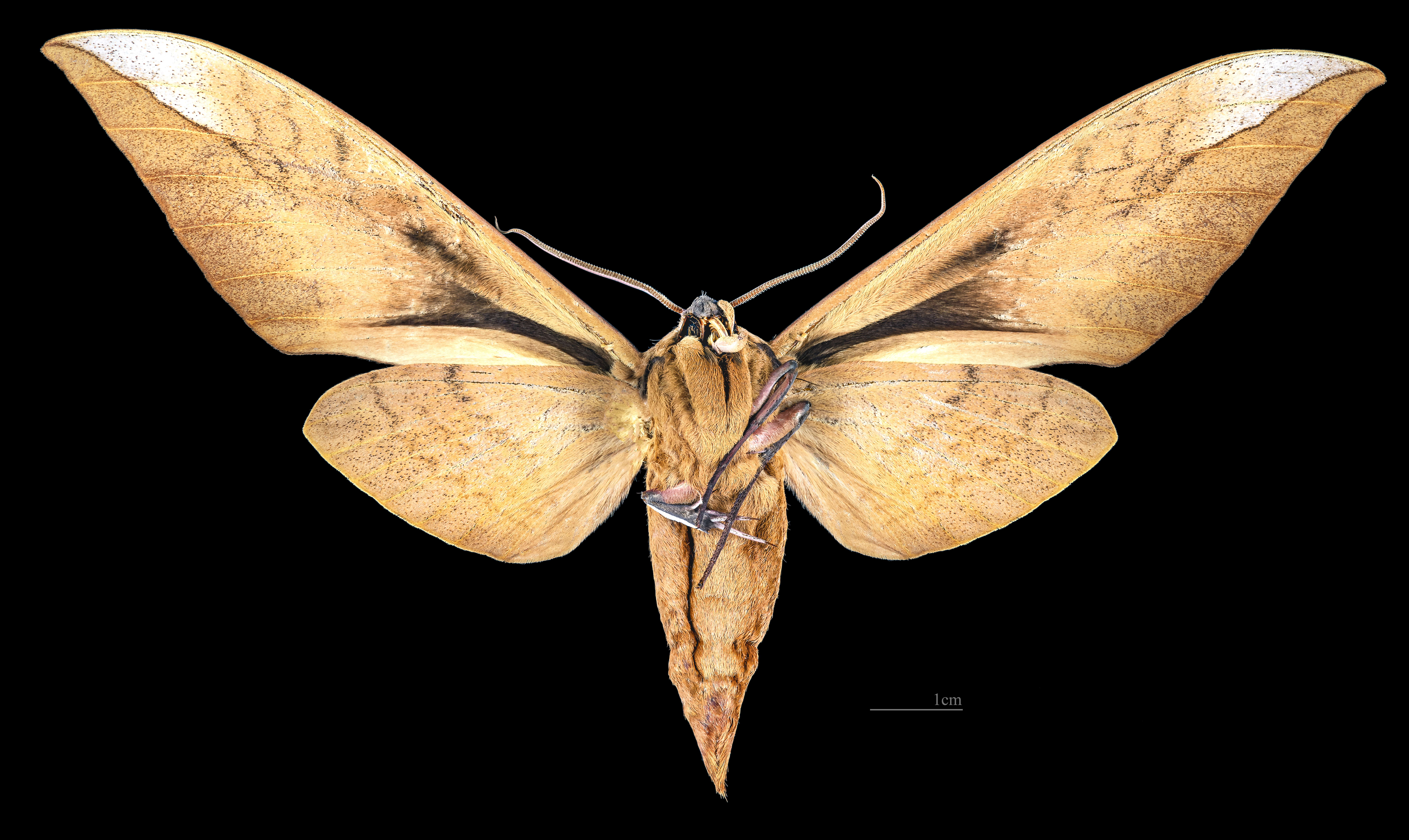
Clanis undulosa   ♀ △